# Ansacrina
Ansacrina ou amsacrina é um fármaco antineoplásico utilizado no tratamento da leucemia, em particular da leucemia linfoide aguda.

## Mecanismo de ação
O fármaco consegue intercalar-se entre os pares de bases da dupla hélice do DNA  o assim impede que o modelo para a síntese do RNA seja feito.Atua sobre a topoisomerase II.Sua citotoxicidade é elevada durante a fase S do ciclo celular, uma vez que as concentrações de topoisomerase nessa fase do ciclo são aumentadas.